# Bandiera di Vanuatu
La bandiera di Vanuatu è stata adottata il 18 febbraio 1980. La bandiera è composta da due bande orizzontali: rossa quella superiore e verde quella inferiore, separate da una striscia gialla bordata di nero che si apre a "Y" verso il lato del pennone. Sempre su questo lato è presente un triangolo nero, con al centro una zanna di cinghiale, ripiegata attorno a due foglie di palmetto (Cycas circinalis).

I colori della bandiera rappresentano:
- rosso: il sangue versato per ottenere l'indipendenza
- verde: le risorse naturali dell'arcipelago
- nero: la popolazione
- giallo: il cristianesimo

La forma a "Y" della banda gialla rappresenta la forma dell'arcipelago. La zanna di cinghiale è il simbolo del potere dei capi tribali delle isole Vanuatu e le foglie di palmetto sono un simbolo di pace.
È usata come bandiera di comodo.

## Bandiere storiche

Bandiera della Commissione navale anglo-francese e del Comune indipendente di Franceville (1887-1906)
Bandiera britannica del codominio delle Nuove Ebridi (1906-1953)
Bandiera britannica del codominio delle Nuove Ebridi (1953-1980)
Bandiera della Francia usata nel codominio delle Nuove Ebridi (1906-1940, 1944-1980)
Bandiera della France libre usata nel codominio delle Nuove Ebridi (1940-1944)
Bandiera utilizzata durante i Giochi del Pacifico del 1963
Bandiera utilizzata durante i Giochi del Pacifico del 1966 e del 1971
Bandiera utilizzata durante i Giochi del Pacifico del 1969
Bandiera dell'effimera Repubblica di Vemerana (1980)
Bandiera del Governo provvisorio di Vanuatu guidato dal Vanua'aku Pati